# 이슬라데마이포
이슬라데마이포(스페인어: Isla de Maipo)는 칠레 산티아고 수도주 탈라간테 현의 코무나이다.